# Воински общества на шайените
Воинските общества на шайените от историческия период имат в своя дух, цел, регалии и ритуали първоначално военна насоченост. Като дори онези религиозни черти, които се проявяват при тях, имат за основа желанието да получат благосклонността на висшите сили, които да им дарят успех в битките.
В основните си функции обществата биват фактически независими едно от друго. Не се наблюдава разделение на възрастов принцип. Юношата на възраст 14 – 16 години встъпва в дадено общество по покана на членовете му. Ако се съгласи, бива придружен от родното му типи до шатрата където се събират членовете на обществото, носещи характерните си регалии. Новопосветеният танцува, пее и пирува заедно с тях и така става член на обществото. Ако пожелае, той може по-късно да промени членството си. Всяка пролет се избират нови военни вождове, след което всеки има право да смени обществото си и да встъпи в друго. Понякога преместванията са толкова много, че се налага реорганизация на всички общества, която от своя страна още веднъж включва избор на нови военни вождове.

## Войнски общества на шайените
Според митологията на шайените, техният легендарен пророк Сладкото Лекарство създава първоначално четири военни общества, към които впоследствие се прибавили още три. Повечето изследователи приемат, че през 19 век при шайените съществуват следните военни общества:
- Mahohe`was – Червените Щитове или Hotu`anutkiu – Воините-Бикове
- Him`oweyuhkis (значението е неизвестно) – наричани са Воините-Лосове или Стъргалките от лосов рог, наричани още Дрънкалките от копита. Друго тяхно название е Сините войници – Tutawe nut`kiu.
- Wohkseh`hetaniu – Лисичетата (Воините-Лисици) или Койотите
- Hota`mita`niu – Мъжете-Кучета (Воините-Кучета)
- Опаките или Обществото на Тетивите
- Hota`mimassau – Бесните Кучета или Глупавите Кучета
- Тетивите или Тетивите на Човека-Сова (известни също като Воините-Вълци)

### Обществото на Червените щитове
Обществото на Червените Щитове (Red Shields Society) обикновено наброява от сто до двеста воини, плюс четири жени, наричани от членовете на обществото „сестри“. Когато обществото провежда открит публичен танц, сестрите заемат място в центъра на кръга и непрекъснато танцуват пред войните, удряйки барабаните, които държат. Когато танцуват, Червените щитове следват определен стил, който е традиционен за тях – отначало мъжете подтичват с танцова стъпка, след това се спират и накланяйки тялото си напред, присядат нагоре – надолу, въртят се на място, след това подскачат и тежко подтичват напред. През цялото време всеки воин издава особен гърлен звук, наподобяващ рева на мъжките бизони по време на преследването им от ловци.
Емблема на обществото е единственият по рода си вид щитове от бизонска кожа, кръгли „като слънцето“ и оцветени в червено. Въпреки обичайната практика в равнините кожата за щит да се взема от гърбицата на бизона, тези щитове се правят от кожата на задницата с оставена опашка. По време на война някои магически средства, подсказани от видения, се прикачват към него и всеки път, когато воинът го размахва, намирайки се във вражеско обкръжение, той вярва, че противниковите стрели няма да улучат нито него, нито щита. Смята се, че всички щитове на шайените имат корени в това общество, тъй като щитът е даден от Великия Пророк най-напред на тях. Всеки воин от Червените Щитове носи червен щит и копие. Обществото също така има две специални прави копия, украсени с гарванови пера. Когато обществото изпълнява функциите на полиция, тези копия се забиват под ъгъл в земята, показвайки посоката, в която ще се движи лагерът.
Всеки път, когато воините от това общество се събират за танц или военен съвет, те се обличат еднакво. На главата си носят шапки от бизонов скалп с рога, като кожата и рогата са от двегодишен бизон. Ако воинът има отбелязани „ку“, рогата винаги се оцветяват в ярко червен цвят, а тялото на воините се боядисва на червено – бели или само бели ивици. Копието на обществото на Червените Щитове е право, дълго ок. 8 фута и първоначално е с каменен връх, а по-късно с купен стоманен. Цялото копие също е боядисано червено. Носенето на бизонов накит за глава с рога и щит с опашка е причина да ги наричат с общоприетото име „войни – бизони“. Около кръста си танцьорите от обществото на Червените Щитове носят широк кожен пояс или поличка подобно на други общества от равнините. Той е украсен с бодли от бодливо свинче и бизонови рудиментни копитца, прикрепени така, че да издават висок звук по време на танца. По долния край на пояса има дълги ресни от еленова кожа, отделни лентички от които висят под коленете. Както и всичко друго, поясът също е червен.

### Обществото на Дрънкалките от копита
Обществото на Дрънкалките от копита (Hoof Rattles), известно още като Воините – Лосове (Elk Warriors Society) или Кривите копия (Crooked Lances), се състои от повече от сто мъже и четири сестри. Обществото има Пазител на тъпаните и Пазител на свещената регалия – стъргалка от лосов рог (става въпрос всъщност за т.нар. уапити, американската разновидност на благородния елен), която на вид наподобява гърмяща змия. Двамата най-храбри воини носят т. нар. „криви тояги“ с остриета от единия край, обвити с видрова кожа. Освен това дръжката на тези жезли-копия е украсена с две ленти от видрова кожа, разположени на ок. 60 см. една от друга, а към всяка лента се прикрепят по четири пера от скален орел. Кривото копие е дълго ок. 2,40 м. Всички останали воини от обществото носят прави копия с дълги остриета. Те също са обвити с видрова кожа с козината нагоре. Всеки воин от обществото носи специална дрънкалка, от където идва и името им. Тя се прави от тояжка, дълга около един фут и се обвива с еленова кожа. Към тази дръжка се прикрепят няколко от рудиментните копитца на лос, елен или антилопа.
Пазителят на лосовия рог е лидер на всички танци и песнопения. Лосовия рог е прав, дълъг ок. 45 см. и около 5 см. в диаметър. Придадена му е формата на змия, с глава и опашка. По гърба има изрязани напречни бразди на разстояние 1,5 см. една от друга. При церемонии лосовият рог се използва по следния начин: съвсем ниско над земята се опъва парче сурова кожа – то служи за резонатор. Опашката на змията се държи с лявата ръка и браздите се търкат напред – назад с кост от пищяла на антилопа; така се получава висок пронизителен звук. Дрънкалките от копита имат четири свещени песни и четири военни песни, а също около двеста танцувални. Когато сто, че и повече воини пеят в хор под звука на лосовите рога, те може да бъдат чути отдалече.
В съответствие с наставленията на Великия Пророк рогът във форма на змия е даден на шайените за примамване и викане на бизоновите стада, лосовете и елените, за да се приближат към лагера. За да направят това още по-ефикасно, воините се събират, дъвчат магически растения, които са използвани във всички церемонии на Свещените Стрели, а после ги изплюват върху лосовите рога. Пазителят държи „змията“ за опашката и движи пищялната кост по гърба ѝ към себе си, като движението става от главата към опашката. След като той извърши това движение четири пъти, бизоните и елените неизбежно се омагьосват и се приближават към него. Всички елени и антилопи, на които се въздейства по този начин са убивани, месото и кожите се вземат, а рудиментните копитца се предават на членовете на обществото за изработване на дрънкалки.
Освен дрънкалките, копията, лъковете и стрелите, членовете на обществото на Дрънкалките от копита изработват сами и дрехите си. По време на танците си те носят копията си в едната ръка, държат тялото си изправено и подскачайки нагоре – надолу, през цялото време пеят и дрънкат с дрънкалките си.
Около 1865 г. Воините – Лосове получават прозвището Барутните лица (Powder faces) или Сините кореми след един инцидент, при който след взрив на сандък с барут, в лицата на мнозина членове на обществото се набиват зрънца барут.
След Фетърмановата битка (21 декември 1866 г.), в която членовете на обществото вземат дейно участие, те започват да носят взетите като плячка американски мундири. Заради това и заради проявената в сражението смелост започват да ги наричат Сините войници. По време на шествията, които съпътстват различни племенни церемонии те, подобно на американската кавалерия, яздят по четирима в редица и няколко души свирят военни сигнали с трофейни тръби.

### Обществото на Койота или Воините-Лисици
Обществото на Койота (Coyote or Fox Warriors Society) получава името си от факта, че основателя му учи членовете да подражават на койота по издръжливост, ловкост и подвижност. Койотът е особено почитан от американските индианци, които го смятат за най – успешния и хитър ловец. Благодарение на упоритите тренировки те са най-добри сред съплеменниците си в бягането на дълги дистанции, игрите и т.н. Обществото се състои обикновено от около 150 воини. Военният вожд носи като регалия кожата на прерийна лисица или койот и обществото смята тази кожа за свещена, защото Великия Пророк донесъл Свещените стрели загърнати именно в такава кожа. Ако членовете на обществото натриват магическия си вързоп (medicine bundle) в тази кожа или го окачват върху нея, като я намятат, то Воините – Лисици се чувстват леки като перо и могат да тичат на поразителни дистанции без почивка. Това общество също така има Пазител на дрънкалката, който винаги носи боядисана в червено изсушена тиква, пълна с камъчета. Историците отбелязват, че в стари времена дрънкалката се правела от бизонова кожа, но постепенно е заменена с тиква. Дрънкалката се ползва за отмерване на ритъма по време на песните и танците, а нейният пазител е лидер на церемониите, тъй като той знае всички песни на обществото. То има четири песни, посветени на койота, четири военни песни и около 300 танцувални.
За да отпразнуват четиридневния си танц, Койотите издигат шатрата си или в центъра, или пред лагерния кръг, след което се определя място и кожата се поставя вътре в шатрата, така че главата да е обърната към входа. Военният вожд с помощниците си сядат непосредствено зад кожата. Когато всички седнат, свещената койотска кожа се разстила пред вожда на обществото и помощниците му, намиращи се в кръга на събралите се. Понякога четирите сестри сядат на кожата пред вождовете. Четирима воини – Койоти носят копия с боядисана в черно дървена част, които са ок. 3,5 см. в диаметър. Те са огънати и между краищата им е опъната тетива, така че когато бъде поставена, тя придава на копието вид на огромен лък. Няколко вида пера се окачват на определен интервал по дължината на лъка-копие, а на единия край има острие, за да е по-универсално оръжието. Всички други членове носят прави копия и обикновени лъкове със стрели.
Всеки воин носи две орлови пера, втъкнати вертикално в скалповия му кичур. Всички редови членове на обществото се боядисват еднакво. Тялото и горната част от ръцете и краката се оцветява в жълто, а долната част на ръцете и краката под коленете – в черно. На гърдите всеки воин носи окачен на ремъче през врата символ на луната (1/4 фаза). Този полумесец е направен от дебела сурова кожа и оцветен в черно. По време на танца Койотите бързо скачат нагоре-надолу, потропвайки в такт с нарастващия темп на музиката. За церемониите четирите сестри на обществото винаги обличат роклите си украсени с ценните лосови зъби. Лицата им са боядисани жълти и те също носят две орлови пера, забодени вертикално в косата.
Преданията на шайените съобщават, че воините на това общество понякога носят косата си по средата на гребен, за да подчертаят дългия си скалпов кичур, като главата от двете страни се остригва напълно. Членовете на другите общества носят косите си дълги.

### Обществото на Мъжете-Кучета
Обществото на Мъжете – Кучета (Dog Men Society), наречено от белите „Общество на Воините – Кучета“, несъмнено е най-голямото общество при шайените. То се състои от мъже на възраст над 15 години и обикновено включва поне половината от всички шайенски воини. Фактически едно време това общество, поради голямата си численост, управлява народа. В даден момент, който някои информатори определят като живота на две поколения преди 1900 г., Мъжете – Кучета включват в обществото си всички воини на едно от племенните родови подразделения. Причината за този необичаен случай не е известна, но се смята, че това се е случило поради нарасналата им популярност вследствие успехите на военните вождове и помощниците им в това общество. Това обособяващо положение се запазва с годините; след време въпросната племенна група и обществото на Мъжете – Кучета стават идентични понятия, така че името на обществото става име и на групата. Тъй многобройните Хора – Кучета се превръщат в знаменитите Воини – Кучета, които така често се споменават от ранните изследователи, писатели, а после и от армейските офицери и чиновниците от Бюрото по индианските въпроси, които констатират двойствения характер на обществото: като силна военна организация и като отделна племенна група. Нейните членове неуморно предприемат военни походи, скитайки се свободно между реките Мисури и Арканзас и използвайки областта на горното течение на Плат в Небраска за своя щаб – квартира.
Четиримата най-храбри членове на обществото се избират за защита на обществото и племето от вражески набези за срок от една година по особен начин. Всеки от тях носи пояс от щавена кожа, дълъг от осем до десет фута и широк около пет-шест дюйма, с надлъжен разрез в горния край. Тези ленти се наричат „кучешки връзки“ или „кучешки въжета“. Те се носят преметнати през дясното рамо, висят отляво и се влачат отзад по земята. Поясите на двамата най-храбри мъже в обществото се украсяват грижливо с хоризонтални линии от жълти и червени бодли на бодливо свинче и орлови пера. Двамата други имат по-прости пояси. Боядисано в червено дървено колче се прикрепя в долния край с помощта на изплетено от еленова кожа ремъче. Ако развоя на дадена битка се обърнел зле за шайените, избраните да носят „кучешките връзки“ през тази година забиват колчетата в земята и остават завързани така, биейки се отчаяно и прикривайки отстъплението на другите. Те по-скоро трябва да загинат, отколкото да извадят сами колчетата си и да отстъпят. Но индианците все пак винаги предвиждат начин за избягване на това изискване; при шайените, както и при други равнинни племена, ако техен другар им нареди строго, все едно че заповядва на куче, да се оттеглят, те могат свободно да отстъпят с другите.
Джордж Еймъс Дорси съобщава, че в края на едногодишния срок носителите на поясите, които оцелеят, с радост предават тези регалии на четирима нови членове на обществото, избрани на тази длъжност. Ако някой бива убит и „кучешката връзка“ била загубена, вдовицата на убития прави нова за наследника му. Противно на това Джордж Бърд Гринел пише, че Воинът – Куче носи пояса толкова, колкото желае; той обявява това и осемте главни хора на обществото избират друг храбър младеж за негов заместник, при което новоизбраният заместник получава пояса за доста висока цена. На двамата основни Воини – Кучета също така се разрешава да украсят гамашите си с ресни от скалпове, а на двамата второстепенни носители на пояси това не се разрешава, те не се подлагат на изпитания, за да се покажат такива храбреци като двамата първи.
Всички Воини – Кучета се обличат еднакво. Техният обичаен накит за глава представлява шапка с тясна лента от маниста в предната част, в средата на шапката от челото до шията минава един ред чудесни големи пера от скален орел (Гринел говори за гарванови), а отстрани повърхността ѝ е покрита с пера на ястреб и гарван. Различното от другите накити за глава е това, че перата се прикрепят така, че да стоят почти вертикално. На шията на всеки воин виси на кожено ремъче свирка от костта на орлово крило. И свирката, и шнурчето са обвити с игли от бодливо свинче.
Според Дорси всеки воин носи дрънкалка с формата на змия. За да направят дрънкалка, Мъжете – Кучета използват кръгла пръчка дълга около 30 см. и 3,5 см. в диаметър. От едната страна тя е покрита с тясна ивица сурова кожа широка ок. 2 см., краищата на която стърчат извън краищата на пръчката. Главата и опашката са привързани към тази част; главата е по-голяма от 5 см. и опашката – по-дълга от 60 см. Суровата кожа се привързва към пръчката със сухожилия и всичко, с изключение на главата, се обвива с еленова кожа. Главата се оцветява в червено, рисуват ѝ се очи и към нея се прикрепя орлова перо. След това по цялата дължина се привързват редове от копита на елен или антилопа. Тези части от ствола, които остават все още непокрити, се обвиват с игли от бодливо свинче. Окончателната дължина на дрънкалката е ок. 75 см. Противно на това, Гринел описва дрънкалката на Кучетата като „малка, къса дрънкалка – кух кръг от сурова кожа с къса дръжка. Външният ръб на този пръстен се украсява с кожа с косми (fur) или ресни от еленова кожа или червен плат“.
За да използват дрънкалките Воините – Кучета ги хващат за главата с дясната ръка и ги клатят, отмервайки такта по време на песни и танци. Членовете на обществото носят по време на танци пояс, направен от четири кожи на скункс с глави, като две глави се срещат отпред, а две – отзад. Кожата е с козината навън, към нея се прикрепят ресни, а към тях – копита за да дрънкат.
Мъжете – Кучета винаги носят лък и стрели. Когато танцуват, косата им е разпусната и те постоянно надуват свирките си, движейки се бързо напред в приведена поза, сгъвайки по ред всеки крак. Те носят гамаши изрисувани с хоризонтални черти, а горната част на тялото е гола и заедно с лицето боядисана в червен цвят. Обществото има между 500 и 600 песни освен четирите свещени и същия брой военни. Емблема на обществото е кучето, което те смятат за свещено и го почитат като прародител на обществото. Напълно разбираемо е, че обществото се смята за изтъкнато и специално, а цялото племе, както и съседните племена са осведомени за неговата важност. В стари времена това общество има много заловени пленници. Факт е, че старите воини твърдят, че по едно време 3/4 от цялата численост на шайените съставляват пленници, приети в племето. Вероятно това е пресилено твърдение, но то подчертава достиженията в тази област.
Обществото на Мъжете – Кучета е организирано в по-късен момент от шайенската история, след като другите общества вече са сформирани. То е основано от един младеж с определен авторитет, който бил „избран“ за голямото си достойнство от Великия Пророк.
Когато обществото на Мъжете – Кучета издига своята шатра за четиридневни церемонии, те подновяват своите необикновени накити за глава, преразглеждат длъжностите на всички воини и ако един от четиримата носачи на пояс е умрял или убит в битка, обществото го заменя с друг. Когато другите военни общества издигат своите шатри, те са съгласни да се разположат в центъра на лагерния кръг, но Воините – Кучета могат да разположат шатрите си или в центъра на кръга или там където сами изберат. Съществена част от мястото трябва да бъде наклонено на север дърво, към което те могат да привържат три свещени млади дървета, необходими за издигане шатрата на обществото. Неподвижното дърво се пада отзад, отвътре и сочи входа. Трите подвижни пръта винаги се окастрят и оглаждат, с изключение на върховете. За покритие служат бизонови кожи. Прътовете на Мъжете – Кучета винаги се отличават от тези в шатрите на другите общества.
Също така другите общества кадят благоуханни треви в чест на Великата Медицина, изпратена от Великия Пророк за тяхното основаване и церемонии; Мъжете – Кучета обаче поставят в центъра на шатрата си глинено гърне, пълно до половината с вода и поставят там парчета месо, тежащи ок. два фунта. месото остава там в течение на четиридневния танц. На четвъртия ден, точно преди края на танца, членовете вземат месото от гърнето и си го подават по кръга. Всеки участник отхапва голямо парче, дъвче го и го гълта в памет на основателя на обществото и в чест на първите кучета, които последват основателя от лагерния кръг и помагат на воините да организират обществото на Мъжете – Кучета. От този ден всички Воини – Кучета предпочитат суровото пред вареното месо.

### Обществото на Опаките или Обществото на Тетивата
Обществото на Опаките воини (Inverted or Contrary Warrior society) наричани още Тетивите на лъка (Bowstring Men) е основано от Великия Пророк, когато той за последен път се появява в ефектното облекло на това общество. В ръката си държал знаменитото копие – лък. Над челото му било привързано с лента от еленова кожа препарирано чучело на сова; на шията висяла костена свирка. Великият Пророк основал обществото, когато се върнал от четиригодишното си поклонение на Свещената планина, но обществото било без вожд. Всеки воин бил независим от другите, но всички се обличали еднакво и винаги били готови да обединят усилията си на военната пътека.
Опаките воини трябва да бъдат силни и смели. Други изисквания на обществото е хората в него да са величествени, сериозни и спокойни. Техните тела, дрехи и бизонови наметала са боядисани в червено. Като регалия всеки воин носи лък-копие, дълго ок. осем фута, направено от здрава изправена добре изсъхнала пръчка, огъната като лък с плосък корем и закръглен гръб, освен дръжката, която е изцяло кръгла. Лъкът е широк 5 см. при дръжката и ок. 3,5 см. в краищата. Тетивата му, усукана от бизонови сухожилия, е огромна – ок. 3 см. дюйма в диаметър. Около дръжката се привързва снопче пелин (sage). Първоначално към единия край се прикрепя остър кремъчен връх, дълъг ок. 15 см., а по-късно използват стоманените върхове за копия, купувани от белите. Към единия край на лъка се прикрепят няколко пера от сова. Към раменете му се завързват четири китки сврачи пера за увеличаване на магическата му сила. Лъкът е боядисан в червено, а острието – светло синьо.
Тетивата на лъка никога не се сваля (разхлабва); той се увива в еленова кожа, когато не се използва при церемонии и обикновено воинът го носи постоянно със себе си. Той никога не се поставя на земята, а се окачва на дърво или, ако се налага да бъде оставен за известно време, се скрива там, където не може да го намери никой освен притежателя му. Само членовете на обществото имат право да носят лъка – копие, а жените не трябва да го докосват въобще.
Воините от обществото никога не се женят, а сестрите поставят постелите си отделно от тези на воините. Храната на всеки воин се приготвя отделно в къщи и се поднася индивидуално. Ако член на обществото се намира на съвет с хора от други общества, то храната му въпреки това се поднася отделно. Точното съблюдаване на това изискване до най-малките подробности придава на обществото на Опаките воини особен характер, отличаващ ги от членовете на другите общества – те са смятани за възвишени, чисти хора. В съответствие с това положение те съзерцават и се наслаждават на красотата на природата като на най-хубавото творение на Великата Медицина, който създал реките, хълмовете, планините, небето и облаците. Те са признати за философи сред своя народ.
Терминът „Опаки воини“ идва от тайната „медицина“, посредством която всяко свое действие или фраза членовете на обществото обръщат наопаки. Например ако членовете на другите общества попитат: „Татко, искаш ли да дойдеш тук?“, членовете на обществото на Опаките казват: „Татко, искаш ли да не дойдеш тук?“ Тази особеност се отнася за всяко жизнено явление. Когато воините от другите общества отстъпват и се спасяват с бягство от врага, Опаките воини надуват свирките си и се хвърлят срещу врага, като се бият яростно докато не ги убият или докато те не разгромят противника. Обикновено за бой те се събличат по набедреници, като боядисват лицето и тялото си в червено. На главата си прикрепват чучело на ушата сова, която да им напомня да действат мъдро. Те държат своя лък – копие в ръка и не позволяват на никого да мине пред тях. Ако искат да прехвърлят лъка – копие от едната ръка в другата, те го правят зад гърба си. Когато нападат вражески лагер или защитават своя собствен, Опаките атакуват като група, независима от основните сили, извършвайки по този начин флангов маньовър.

### Други шайенски воински общества
В по-ново време са образувани още две общества – Обществото на тетивата на Човека Сова (Owl Man's Bowstring) и обществото на Бесните (Лудите) Кучета (Crazy Dogs). Последното съществува при Северните шайени и се смята, че е създадено по подобие на обществото на Лудите-Кучета-Искащи-да-Умрат на племето кроу.